# Patricia Akello
Patricia Akello, tên khác: Tricia Akello, là một người mẫu chuyên nghiệp người Uganda, hiện đang ký hợp đồng với công ty quản lý người mẫu Muse ở thành phố New York. Cô đã tham gia Tuần lễ thời trang New York 2017, vào tháng 9, làm việc cho thương hiệu Bottega Veneta và được giới thiệu trên trang bìa của tạp chí Women's Wear Daily.

## Nền tảng và giáo dục
Akello được sinh ra tại bệnh viện Nsambya ở thủ đô của Uganda, Kampala, vào năm 1993. Mẹ cô, Santa To-kem và cha cô, Patrick To-kem, đều truy tìm di sản của họ đến huyện Pader, trong tiểu vùng Acholi của miền Bắc Uganda. Cô đã theo học trường mẫu giáo ABC, sau đó là trường tiểu học ABC cho giáo dục ban đầu của cô. Sau đó, cô chuyển sang trường Cao đẳng Toàn diện Kitetika, ở quận Wakiso, cho cả hai lớp O-Level và A-Level, tốt nghiệp năm 2010.

## Sự nghiệp
Vào năm 2011, ngay từ trường trung học, cô bắt đầu tìm kiếm một cơ quan đại diện người mẫu để ký hợp đồng, mà không có ai. Vào năm 2014, Akello gặp Aamito Stacie Lagum, một người mẫu Uganda khác, người vừa mới trở về sau một cuộc đính hôn bên ngoài đất nước này. Aamito mời Akello đến bữa tiệc chào đón sắp tới. Aamito sau đó kết nối Akello với Joram Job Muzira, quản lý sau đó của Aamito, người đã ký hợp đồng với cô dưới danh nghĩa "Cơ quan quản lý người mẫu Joram". Akello bắt đầu làm việc và trình diễn người mẫu trong Tuần lễ thời trang Kampala 2014. Trong tuần đó, cô đã làm mẫu trang phục của các nhà thiết kế thời trang Gloria Wavamunno và Sylvia Owori.
Sau sự kiện ở Kampala, đại diện của cô đã thông báo cho cô về một công ty hướng đạo người mẫu muốn ký hợp đồng với một công ty chuyên người mẫu ở Nam Phi. Sau khi đồng ý, Akello đã bay tới Nam Phi và ký hợp đồng với Fusion Models Agency, ở Cape Town, theo hợp đồng ba năm. Theo hợp đồng đó, cô đã trình diễn trong Tuần lễ thời trang Mercedes-Benz, tại Berlin, cả trong năm 2015 và năm 2016.